# Gare de Leuze
Ne doit pas être confondu avec Gare de Leuze-Longchamps.
La gare de Leuze est une gare ferroviaire belge de la ligne 94, de Hal à Froyennes (frontière), située à proximité du centre-ville de Leuze-en-Hainaut dans la province de Hainaut en Région wallonne.
Elle est mise en service en 1847 par l'Administration des chemins de fer de l'État belge. C'est une gare de la Société nationale des chemins de fer belges (SNCB) desservie par des trains InterCity (IC) et d'Heure de pointe (P).

## Situation ferroviaire
Établie à 42 mètres d'altitude, la gare de Leuze est située au point kilométrique (PK) 51,212 de la ligne 94, de Hal à Froyennes (frontière), entre les gares ouvertes d'Ath et de Tournai. C'était une gare de bifurcation avec la ligne 86, de Bazècles-Carrières à De Pinte (partiellement fermée), dont seule la section de Renaix à La Pinte est en service.

## Histoire

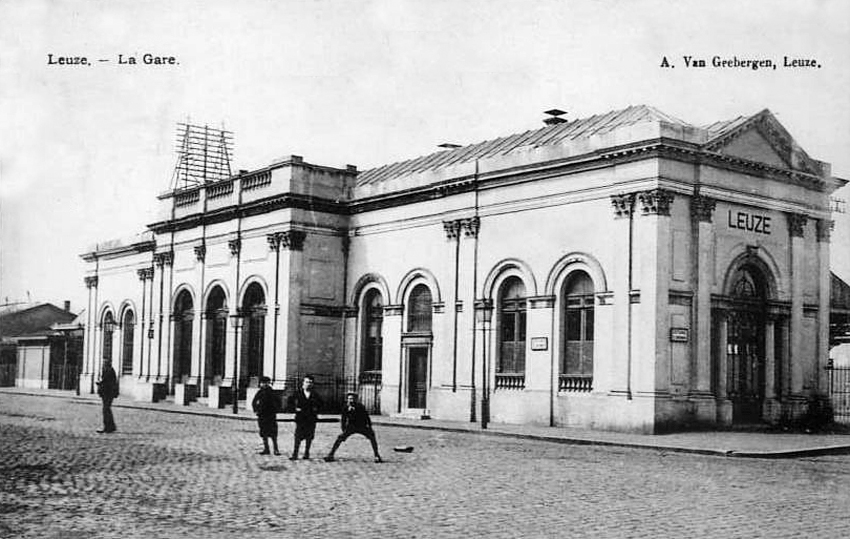
Bâtiment d'Auguste Payen, vers 1900.

La « station de Leuze » est mise en service le 30 octobre 1847 par l'Administration des chemins de fer de l'État belge, lorsqu'elle ouvre à l'exploitation la section d'Ath à Tournai construite par la Compagnie du chemin de fer de Tournai à Jurbise,.

Vers 1879, on dote Leuze d'un nouveau bâtiment des voyageurs, il s'agit d'une reconstruction du deuxième bâtiment de la gare de Tournai démonté pour laisser la place à un édifice plus imposant. De style néoclassique, il est dû au crayon de l'architecte Auguste Payen et a été construit une première fois à Tournai en 1850.

## Service des voyageurs

### Accueil
Gare SNCB, elle dispose d'un bâtiment voyageurs, avec guichet, ouvert tous les jours. Des aménagements, équipements et services sont à la disposition des personnes à la mobilité réduite.
Un passage souterrain permet la traversée des voies et le passage d'un quai à l'autre.

Installations et desserte
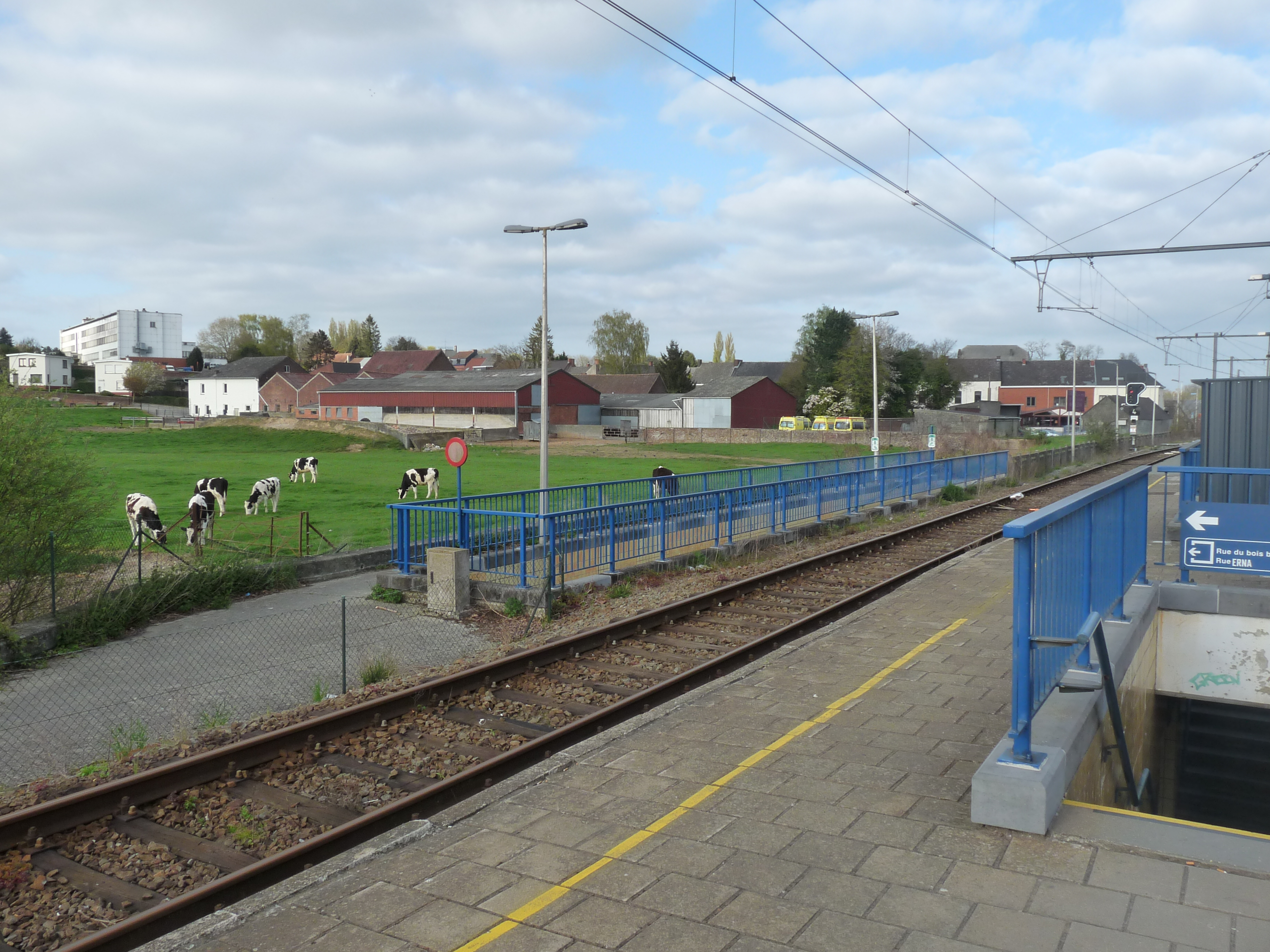
Tunnel sous voies.
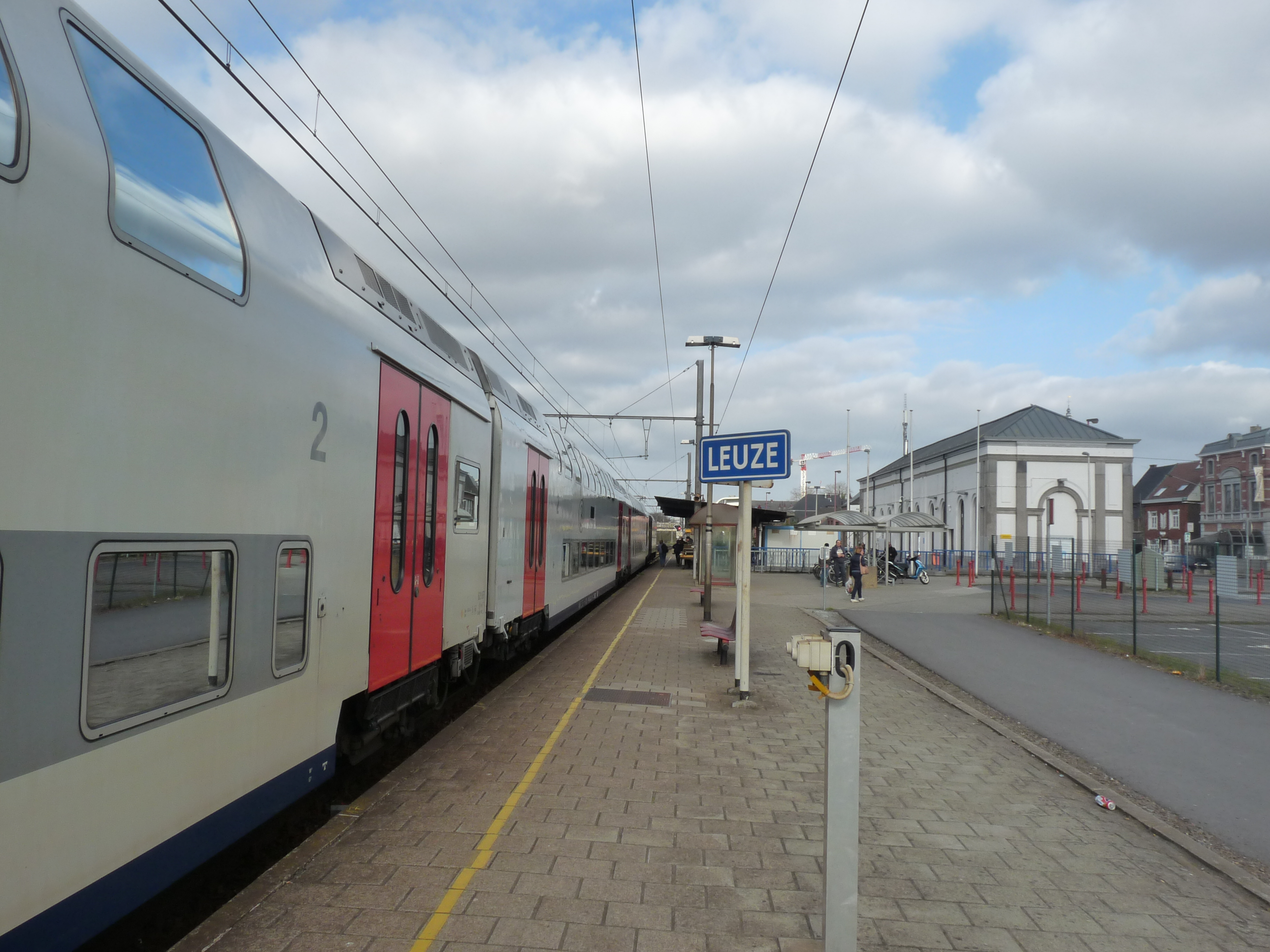
Desserte de la gare (2017).
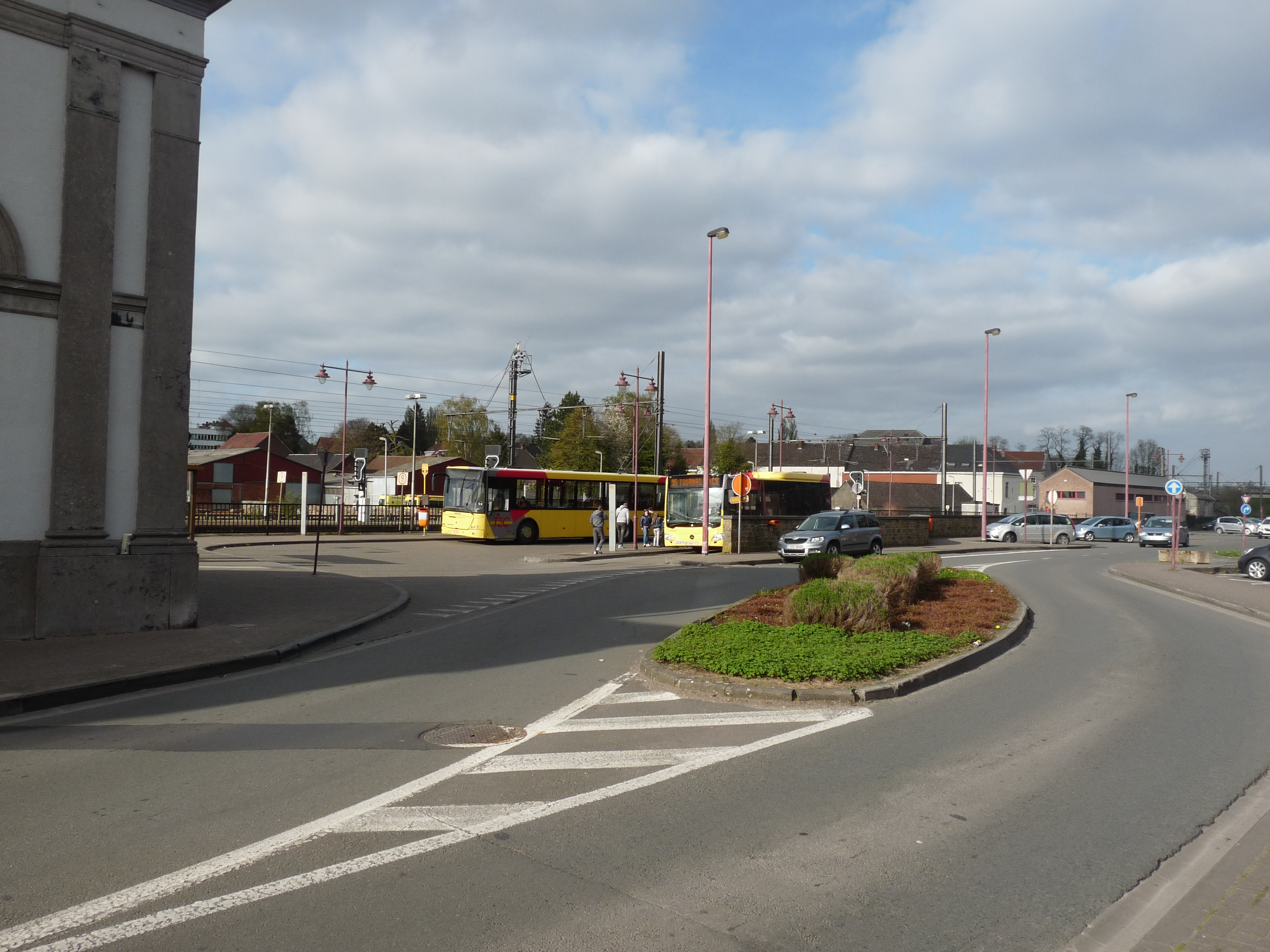
Gare routière.

### Desserte
Leuze est desservie par des trains InterCity (IC) et Heure de pointe (P) de la SNCB, qui effectuent des missions sur la ligne  94 (Bruxelles - Hal - Mouscron) (voir brochure SNCB).
En semaine la desserte comprend : des trains IC-06 entre Tournai et Bruxelles-Aéroport-Zaventem (toutes les heures) ; des trains IC-26 entre Mouscron et Saint-Nicolas via Bruxelles (toutes les heures) ; deux trains IC-18, le matin, de Tournai à Bruxelles-Midi qui continuent ensuite vers Namur et Liège-Saint-Lambert ; deux trains P, le matin, de Mouscron à Schaerbeek ; deux trains IC-18, l’après-midi, de Liège-Saint-Lambert à Tournai via Namur et Bruxelles ; deux trains P, l’après-midi, de Mouscron à Schaerbeek.
Les week-ends et jours fériés la desserte est limitée aux trains IC-06 effectuant, toutes les heures, le même parcours qu’en semaine. Le dimanche soir, en période scolaire, circule un unique train P de Mouscron à Louvain-la-Neuve, via Bruxelles.

### Intermodalité
Un parc pour les vélos et un parking pour les véhicules y sont aménagés.

## Comptage voyageurs
Ce graphique et tableau montre le nombre de voyageurs embarquant en moyenne durant la semaine, le samedi et le dimanche.
| Nombre de passagers qui embarquent à la gare de Leuze | Nombre de passagers qui embarquent à la gare de Leuze | Nombre de passagers qui embarquent à la gare de Leuze | Nombre de passagers qui embarquent à la gare de Leuze |
|                                                       | Semaine                                               | Samedi                                                | Dimanche                                              |
| ----------------------------------------------------- | ----------------------------------------------------- | ----------------------------------------------------- | ----------------------------------------------------- |
| 1977                                                  | 3 144                                                 | 413                                                   | 281                                                   |
| 1978                                                  | 2 807                                                 | 367                                                   | 395                                                   |
| 1979                                                  | 3 351                                                 | 819                                                   | 431                                                   |
| 1980                                                  | 3 123                                                 | 449                                                   | 359                                                   |
| 1981                                                  | 3 272                                                 | 406                                                   | 335                                                   |
| 1982                                                  | 3 059                                                 | 345                                                   | 378                                                   |
| 1983                                                  | 2 751                                                 | 253                                                   | 371                                                   |
| 1984                                                  | 2 325                                                 | 316                                                   | 371                                                   |
| 1985                                                  | 2 162                                                 | 214                                                   | 379                                                   |
| 1986                                                  | 2 045                                                 | 324                                                   | 370                                                   |
| 1987                                                  | 1 946                                                 | 301                                                   | 308                                                   |
| 1988                                                  | 2 236                                                 | 297                                                   | 326                                                   |
| 1989                                                  | 1 927                                                 | 329                                                   | 419                                                   |
| 1990                                                  | 1 345                                                 | 347                                                   | 438                                                   |
| 1991                                                  | 1 881                                                 | 433                                                   | 439                                                   |
| 1992                                                  | 2 316                                                 | 385                                                   | 449                                                   |
| 1993                                                  | 2 370                                                 | 401                                                   | 462                                                   |
| 1994                                                  | 2 085                                                 | 407                                                   | 466                                                   |
| 1995                                                  | 2 004                                                 | 391                                                   | 595                                                   |
| 1996                                                  | 1 834                                                 | 372                                                   | 278                                                   |
| 1997                                                  | 1 857                                                 | 376                                                   | 353                                                   |
| 1998                                                  | 1 867                                                 | 444                                                   | 470                                                   |
| 1999                                                  | 1 688                                                 | 400                                                   | 380                                                   |
| 2000                                                  | 1 651                                                 | 373                                                   | 352                                                   |
| 2001                                                  | 1 700                                                 | 354                                                   | 426                                                   |
| 2002                                                  | 1 642                                                 | 346                                                   | 478                                                   |
| 2003                                                  | 1 685                                                 | 404                                                   | 404                                                   |
| 2004                                                  | 1 698                                                 | 402                                                   | 397                                                   |
| 2005                                                  | 1 940                                                 | 467                                                   | 494                                                   |
| 2006                                                  | 2 034                                                 | 404                                                   | 484                                                   |
| 2007                                                  | 1 808                                                 | 367                                                   | 485                                                   |
| 2008                                                  | -                                                     | -                                                     | -                                                     |
| 2009                                                  | 1 776                                                 | 338                                                   | 343                                                   |
| 2010                                                  | -                                                     | -                                                     | -                                                     |
| 2011                                                  | -                                                     | -                                                     | -                                                     |
| 2012                                                  | 2 014                                                 | 463                                                   | 383                                                   |
| 2013                                                  | 1 909                                                 | 466                                                   | 355                                                   |
| 2014                                                  | 2 191                                                 | 506                                                   | 439                                                   |
| 2015                                                  | 2 033                                                 | 348                                                   | 372                                                   |
| 2016                                                  | 2 175                                                 | 406                                                   | 376                                                   |
| 2017                                                  | 2 046                                                 | 614                                                   | 423                                                   |
| 2018                                                  | 1 788                                                 | 431                                                   | 422                                                   |
| 2019                                                  | 2 087                                                 | 392                                                   | 409                                                   |
| 2020                                                  | 1 217                                                 | 722                                                   | 591                                                   |
| 2021                                                  | -                                                     | -                                                     | -                                                     |
| 2022                                                  | 1 537                                                 | 427                                                   | 465                                                   |
| 2023                                                  | 1 568                                                 | 768                                                   | 663                                                   |
| 2024                                                  | 1 604                                                 | 464                                                   | 456                                                   |